# Acmé
Cet article possède des paronymes, voir Acme et Acné.
Ne doit pas être confondu avec Acméisme.
L'acmé est le point extrême d'une tension, d'un propos ou d'une situation.

## En histoire
Appliqué à une civilisation, le terme évoque son apogée.

## Dans les biographies
Ce terme a été abondamment utilisé par Diogène Laërce, qui semble le tenir d'Apollodore d'Athènes. Le terme latin floruit est parfois utilisé également. Il servait à désigner le point culminant de la vie d'une personne, mais on supposait qu'il était atteint autour de la quarantième année de vie. Ce critère a permis aux érudits de tenter de resituer les bornes de vies de personnages importants. Il faut cependant signaler que ce n'est qu'un indice, et sûrement pas un critère fiable, car les doxographes ont eu tendance à « arranger » les périodes d'acmé pour les faire coïncider avec des faits remarquables (événement politique, mort du maître, naissance du disciple le plus important…).
Dans la première moitié du XIXe siècle, le mot acquiert un sens large et désigne le « point culminant » d'une pensée ou d'un ouvrage. Il reste très approprié pour qualifier le sommet d'une pensée philosophique (cf. l'article Aristote : « le second séjour à Athènes marque l'acmé de la philosophie aristotélicienne »).

## En médecine
Le mot est apparu en français en 1751 dans le domaine médical, pour désigner le plus haut degré d'intensité d'une maladie. Il continue à être utilisé dans le domaine physiologique pour indiquer le point culminant d'un phénomène.
En médecine, il désigne la phase où une maladie ou une douleur atteint son plus haut degré d'intensité.

## Au théâtre

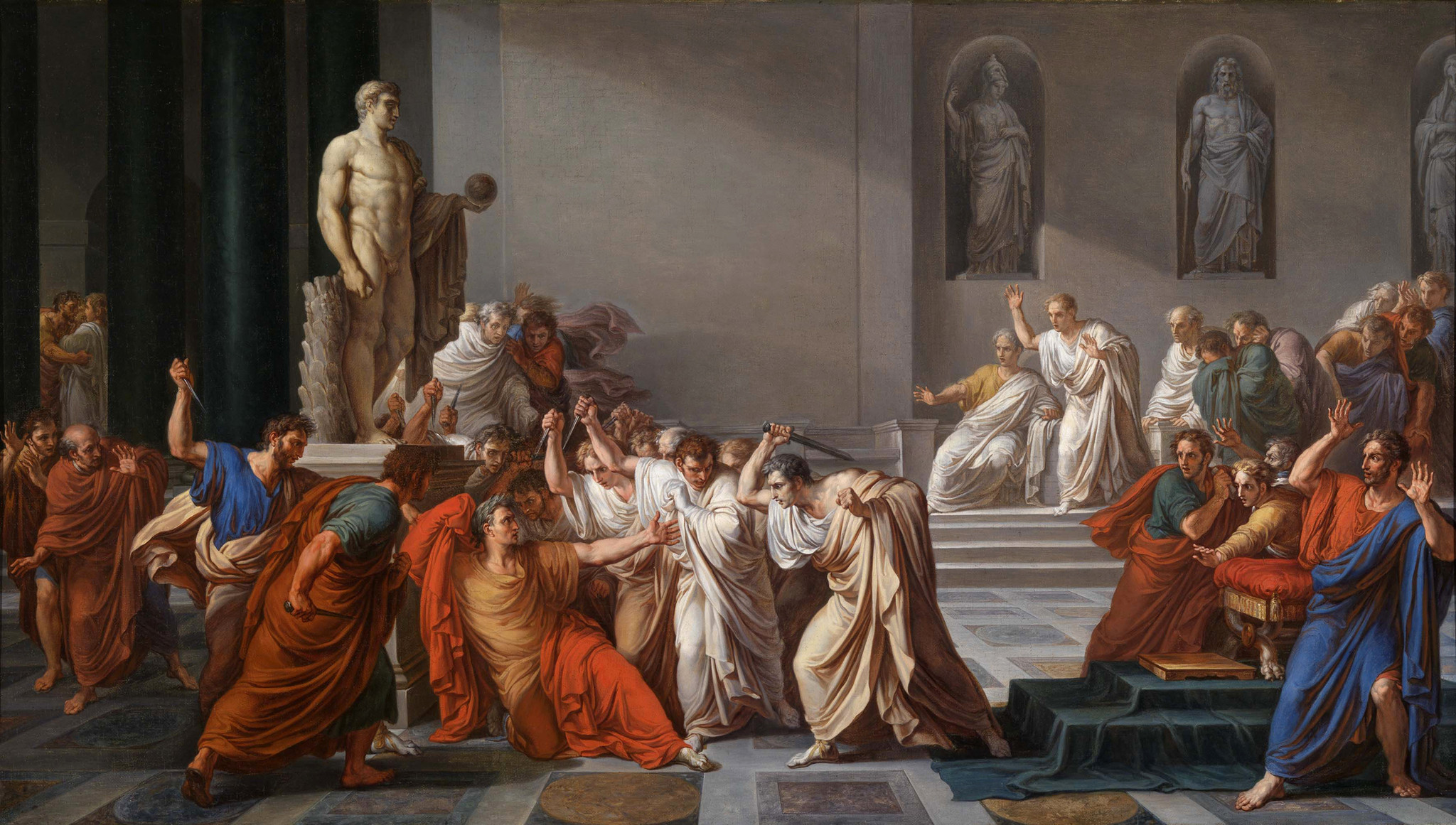
L'assassinat de Jules César, climax de la pièce de Shakespeare Julius Caesar.

L'« acmé » fait partie du vocabulaire technique du théâtre. Le mot provient du grec ancien ἀκμή et s'applique essentiellement aux tragédies grecques et latines (œuvres d'Eschyle, d'Euripide, de Sénèque…), ou d'inspiration gréco-latine, telles que de la littérature française du XVIIe siècle (Racine notamment). Il correspond au paroxysme du mal dont un personnage est atteint, et s'accompagne souvent du registre pathétique (qui évoque la douleur) ou dramatique.
Par exemple dans Phèdre de Jean Racine, l'acmé est atteint aux vers 303-304 :
« J'ai revu l'ennemi que j'avais éloigné
Ma blessure trop vive aussitôt a saigné. »
L'acharnement de la déesse Vénus est fatal, Phèdre ne peut échapper à sa fureur vengeresse :
« C'est Vénus tout entière à sa proie attachée. »
C'est à ce moment que Phèdre comprend qu'il lui est impossible de résister.
On dira encore que Molière a su habilement retarder l’acmé de son Tartuffe jusqu'à la dernière scène de la pièce.

## En littérature et en philosophie
Le mot est parfois employé pour symboliser un moment de perfection ou de transcendance dans une quête intellectuelle ou spirituelle.

## Synonymes
-Apogée
-Sommet
-Paroxysme
-Zenith
C'est un terme élégant, souvent utilisé dans un registre soutenu

### Note
1. ↑  Nom féminin ou masculin, du grec ancien ἀκμή / akmḗ, « apogée ». C'est un substantif féminin qui connut néanmoins des hésitations de genre et des emplois masculins avérés.